# Chris Sheridan

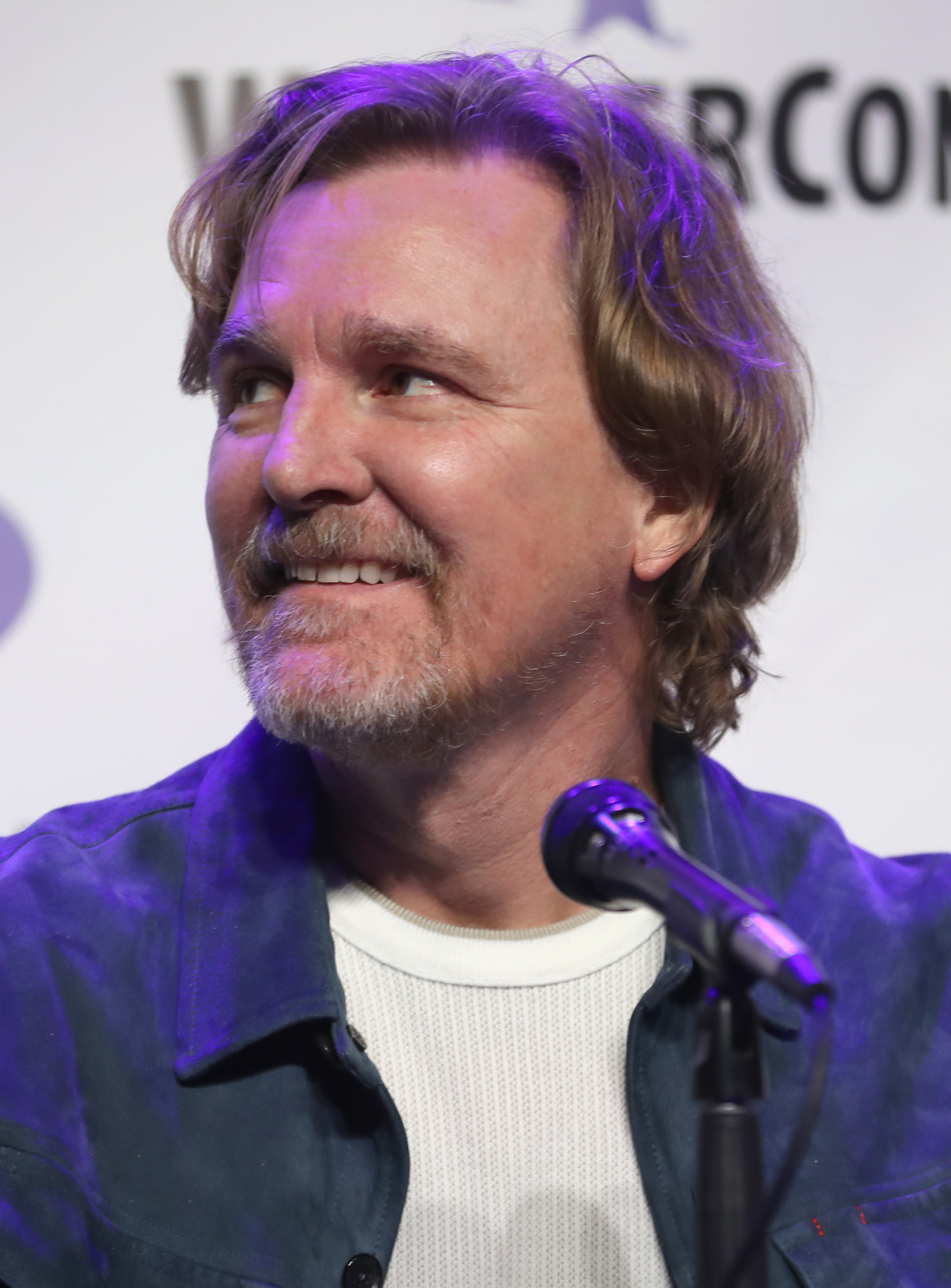
Chris Sheridan bei der WonderCon 2024

Christopher „Chris“ Sheridan (* 19. September 1967 auf den Philippinen) ist ein US-amerikanischer Drehbuchautor, Produzent und gelegentlicher Synchronsprecher.

## Leben
Sheridan wuchs in New Hampshire auf. Er besuchte die Gilford High School, wo er beschloss, Schriftsteller zu werden. Nach seinem Abschluss am Union College zog er zurück in seine Heimat, wo er mehrere kurzfristige Jobs annahm, bevor er nach Kalifornien zog, um seine Karriere zu starten. Seinen ersten Job bekam er 1992, als er als Autorenassistent für die Fox-Sitcom Shaky Ground angestellt wurde. Danach wurde er als Assistent bei Living Single, einer weiteren Fox-Sitcom, eingestellt, wo er schließlich zum Autor befördert wurde. Er blieb bei der Serie bis zu ihrer Einstellung im Jahr 1998. Nachdem die Serie abgesetzt wurde und Sheridan arbeitslos wurde, begann er ab 1999 für die Zeichentrickserie Family Guy zu schreiben. Obwohl er zunächst skeptisch war, nahm er den Job an, da er keine anderen Möglichkeiten hatte. Sheridan war einer der ersten Autoren, die eingestellt wurden, und schrieb bis zur elften Staffel weiter für die Serie. Sheridan hat auch Episoden von Titus (2000–2002) und Yes, Dear (2002–2004) geschrieben.
Für seine Arbeit an Family Guy wurde er für fünf Primetime Emmy Awards nominiert, erhielt einen British Academy Television Award und gewann einen DVD Exclusive Award.
Er hat eine Tochter.